# Reedy
Reedy és una població dels Estats Units a l'estat de Virgínia de l'Oest. Segons el cens del 2000 tenia 198 habitants.

## Demografia
Segons el cens del 2000, Reedy tenia 198 habitants, 95 habitatges, i 55 famílies. La densitat de població era de 347,5 habitants per km².
Dels 95 habitatges en un 17,9% hi vivien nens de menys de 18 anys, en un 50,5% hi vivien parelles casades, en un 6,3% dones solteres, i en un 41,1% no eren unitats familiars. En el 36,8% dels habitatges hi vivien persones soles el 23,2% de les quals corresponia a persones de 65 anys o més que vivien soles. El nombre mitjà de persones vivint en cada habitatge era de 2,08 i el nombre mitjà de persones que vivien en cada família era de 2,73.
Per edats la població es repartia de la següent manera: un 14,6% tenia menys de 18 anys, un 7,6% entre 18 i 24, un 20,7% entre 25 i 44, un 36,9% de 45 a 60 i un 20,2% 65 anys o més.
L'edat mediana era de 49 anys. Per cada 100 dones de 18 o més anys hi havia 85,7 homes.
La renda mediana per habitatge era de 17.000 $ i la renda mediana per família de 19.583 $. Els homes tenien una renda mediana de 26.875 $ mentre que les dones 17.500 $. La renda per capita de la població era de 9.734 $. Entorn del 27,5% de les famílies i el 35,4% de la població estaven per davall del llindar de pobresa.

## Poblacions més properes
El següent diagrama mostra les poblacions més properes.